# 유수 (이향대후)
유수(劉遂, ? ~ ?)는 전한의 제후로, 중산경왕의 손자이다.

## 생애
아버지 유안의 뒤를 이어 이향후(利鄕侯)에 봉해졌다.
시호를 대(戴)라 하였고, 작위는 아들 유국이 이었다.
중산회왕의 죽음으로 중산정왕의 가계가 단절된 후, 유수의 다른 아들 유운객은 광덕왕에, 유광한은 광평왕에 봉해져 가문을 이었다.

## 가계
- 이향대후 유수
  - 이향후 유국
  - 광덕이왕 유운객
  - 광평왕 유광한

## 출전
- 반고, 《한서》 권15하 왕자후표 下·권53 경십삼왕전

| 선대 아버지 이향효후 유안 | 전한의 이향후 ? ~ ? | 후대 아들 유국 |